# Résolution 1010 du Conseil de sécurité des Nations unies
Membres permanents
- Chine
- États-Unis
- France
- Royaume-Uni
- Russie

Membres non permanents
- Allemagne
- Argentine
- Botswana
- Honduras
- Indonésie
- Italie
- Nigéria
- Oman
- République tchèque
- Rwanda

Résolution no 1009 Résolution no 1011
La résolution 1010 du Conseil de sécurité des Nations unies, adoptée à l'unanimité le 10 août 1995, après avoir rappelé toutes les résolutions sur la situation en l'ex-Yougoslavie et réaffirmé la résolution 1004 (1995), a exigé que les Serbes de Bosnie libèrent toutes les personnes détenues et autorisent l'accès aux organisations humanitaires internationales. 
Le Conseil de sécurité craignait que les Serbes de Bosnie ne satisfassent pas à ses exigences. Il estimes inacceptable que les zones de sécurité de Srebrenica et de Žepa aient été attaquées par les forces serbes de Bosnie. La résolution a réaffirmé l'engagement du Conseil en faveur d'un règlement négocié des conflits dans l'ex-Yougoslavie dans lequel la souveraineté et l'intégrité territoriale de États issus de sa dissolution seraient mutuellement reconnues. Des préoccupations ont également été exprimées concernant les violations du droit international humanitaire et la disparition de civils à Srebrenica et à Žepa. La partie serbe de Bosnie a été condamné à cet égard pour ne pas avoir donné accès aux civils avec le Comité international de la Croix-Rouge (CICR).
Le Conseil a exigé que les Serbes de Bosnie permettent aux personnes détenues d'avoir accès au CICR et au Haut Commissariat des Nations Unies pour les réfugiés et respectent les droits des personnes détenues. Il exige leur libération. Tous ceux qui commettent des violations du droit international humanitaire seront tenus individuellement responsables. Enfin, le secrétaire général a été invité à faire rapport avant le 1er septembre 1995 sur le respect de cette résolution.

## Voir également
- Armée de la république serbe de Bosnie
- Génocide bosniaque
- Guerre de Bosnie-Herzégovine
- Dislocation de la Yougoslavie
- Guerre de Croatie
- Guerres de Yougoslavie